# Löllbach
Löllbach ist eine Ortsgemeinde im Landkreis Bad Kreuznach in Rheinland-Pfalz. Sie gehört der Verbandsgemeinde Nahe-Glan an.

## Geographie
Der Ort ist ein typisches Haufendorf und liegt zwischen Lauterecken und Meisenheim abseits der größeren Verkehrswege im Nordpfälzer Bergland in etwa 200 Metern Höhe.
Zu Löllbach gehören auch die Wohnplätze Alte Ölmühle und Altheckmühle.

## Geschichte
Funde nahe dem Ort belegen eine Besiedelung seit der Steinzeit. Im Striedter Wald existiert ein „Hünengrab“ aus der Bronzezeit. Zur Zeit der römischen Eroberung lebten hier die keltisch-germanischen Treverer. Aus der Römerzeit stammt ein Viergötterstein, der 1872 an der Lochwiese gefunden wurde. In der Völkerwanderungszeit kam die Gegend zum Frankenreich und gehörte zum Nahegau. Löllbach wurde 1319 erstmals als Leubilbach erwähnt und gehörte zum Hochgericht Sien auf der Heide und zur Amtsschultheißerei Sien-Löllbach innerhalb des Territoriums der Wildgrafen, dann der Rheingrafen, durch die Löllbach zur Linie Salm-Kyrburg des Hauses Salm gelangte. 1698 werden im Ort 18 Haushalte gezählt; im Dreißigjährigen Krieg und in den Kriegen mit Frankreich im 18. Jahrhundert war die Gegend mehrfachen Plünderungen und Zerstörungen ausgesetzt.
Aufgrund der Besetzung des linksrheinischen Gebietes (1794) im Ersten Koalitionskrieg und der durch den Frieden von Campo Formio (1797) ausgelösten Inbesitznahme der Region gehörte Löllbach von 1798 an zur Französischen Republik und wurde vom Kanton Meisenheim im Arrondissement Birkenfeld im Saardepartement unterstellt. Durch den Wiener Kongress (1815) kam der Kanton 1816 als Oberamt Meisenheim zu Hessen-Homburg. 1866 wurde das Fürstentum vom Großherzogtum Hessen geerbt, das noch im selben Jahr nach seiner Niederlage gegen Preußen die Meisenheimer Exklave an dieses abtreten musste.
Nach dem Zweiten Weltkrieg wurde die Gemeinde Löllbach innerhalb der französischen Besatzungszone Teil des Regierungsbezirks Koblenz im damals neu gebildeten Land Rheinland-Pfalz.
Bevölkerungsentwicklung
Die Entwicklung der Einwohnerzahl von Löllbach, die Werte von 1871 bis 1987 beruhen auf Volkszählungen:
| Jahr | Einwohner |
| ---- | --------- |
| 1815 | 278       |
| 1835 | ~300      |
| 1871 | 317       |
| 1905 | 408       |
| 1939 | 343       |
| 1950 | 368       |
| 1961 | 341       |

| Jahr | Einwohner |
| ---- | --------- |
| 1970 | 336       |
| 1987 | 266       |
| 1997 | 238       |
| 2005 | 232       |
| 2011 | 222       |
| 2017 | 217       |
| 2023 | 199       |

## Politik

### Bürgermeister
Ortsbürgermeister ist Thomas Helfenstein, der bei der Kommunalwahl 2019 mit 83 Prozent der Stimmen gewählt wurde.
Er wurde im Juni 2024 wiedergewählt.

### Wappen
| Wappen von Löllbach | Blasonierung: „Durch Wellenschnitt schräglinks geteilt, oben in Gold ein wachsender Roter Löwe, unten in Rot ein weißes Gemerke in Form eines Schaftes mit Hinterer Oberkopfstrebe, alle mit kreisförmigen Enden.“ |
| Wappen von Löllbach | Wappenbegründung: Der Löwe verweist auf die ehemalige Zugehörigkeit zu den Wildgrafen. |

## Kultur und Sehenswürdigkeiten
Die evangelische Kirche des Ortes enthält Baureste aus dem 12. oder 13. Jahrhundert; das Kirchenschiff stammt aus der Zeit um 1500. Die Kirchenorgel ist ein Werk aus dem Hause Stumm.
Siehe auch: Liste der Kulturdenkmäler in Löllbach
In Löllbach gibt es den Reitverein „Perlbach“, den Förderverein Feuerwehr Löllbach und den Förderverein Gemeinde Löllbach.

## Wirtschaft und Infrastruktur
Die Wirtschaft des Ortes ist durch mehrere kleine Handwerksbetriebe geprägt. Ein Teil der Bevölkerung pendelt zu den nächstgrößeren Orten wie Meisenheim zur Arbeit.
Löllbach liegt an der Landesstraße 373 Meisenheim–Jeckenbach–Löllbach–Kappeln–Merzweiler. Es besteht Busanschluss nach Meisenheim und Kirn.